# Lengyel–lovagrendi háború (1331–32)
A lengyel-lovagrendi háború a Német Lovagrend és a Lengyel Királyság között 1331 és 32 közt végbement konfliktus.

## Lengyelország és a teuton lovagok viszálya
A német lovagok és a lengyelek már a 13. század végén megindult viszálykodása a 14. századra nyílt összecsapássá fajult, amikor a lovagrend hadai segítség helyett Danzigot bevették és a Pomerrellent is birodalmukhoz csatolták.
A következő több mint két évtizedben hadjáratok sorát vezették lengyel és litván területekre. A lengyelek Magyarországtól kaptak segítséget: Károly Róbert magyar király különféle segédcsapatokkal sőt olykor egész seregekkel támogatta a lengyeleket a német, tatár litván háborúkban, sőt néhány rutén vagy orosz hadjáratban.

## 1330–32-es évek hadakozásai

### A cseh támadás (1330)
1330-ban a cseh király délről támadást intézett Lengyelország ellen. A csehek és a német lovagrend már a század elején II. Vencel révén szövetséget kötött egymással, amelynek értelmében a déli tartományokat a cseh király, az északi, északkeleti részeket a lovagrend kapta meg. Károly Róbert ekkor elküldte Lengyelországba Homonnai Drugeth Vilmost I. Ulászló megsegítésére.

### A német támadás (1331–32)
A csehek támadását sikerrel elhárították, de 1331-ben északról újabb hadjáratot intézett a német lovagrend. Ebben az évben Károly Róbert magyar és Habsburg Ottó osztrák uralkodó cseh-ellenes szövetséget kötött.
A lovagok elfoglalták Kaliszt, de június 27-én Ulászló Płowcénél vereséget mért rájuk. Ekkor a cseh, a magyar és az osztrák uralkodók bevonásával béketárgyalások kezdődtek. Károly Róbert további magyar (sőt még kun) erőket is irányított a térségbe a német lovagok elleni harc dotálására.
1332-ben radziwoji ütközetben (ahol jelentős számú magyar katonaság is hozzájárult a sikerhez) a lengyelek még egy győzelmet arattak a lovagok fölött, majd Bromberget (Bydgoszcz) is elfoglalta Kázmér.
Ezekben az években egyes források szerint 20 ezernél is több magyar vitéz szolgált Lengyelországban.

### Újabb harcok (1332–43)
1332 után a lengyelek visszafoglalták Sziléziát a csehektől.
1335-ben a visegrádi találkozón a Luther nagymester aláírta a visegrádi békét Ulászlóval, s ennek értelmében visszaadta az 1331-es hódításokat (köztük még évekkel korábban elfoglalt kujawy-i és mazowszei várakat) és hadkárpótlást fizetett. De ez a béke sem tartott sokáig.

## További fejlemények
A harcnak látszólag véget vetett az 1343-as kaliszi béke, melyet a III. Kázmér lengyel király kényszerből kötött, ugyanis keletről orosz támadás érte az országát. 1366-ra sikerült Kázmérnak visszafoglalni Podolét és a volhíniai várakat.
A német lovagrend is folytatta portyázásait lengyel végekre, s hasonlóképp intéztek támadást a lengyelek is. A század vége felé ismételten nyílt háborúba torkollanak az események.